# Hyphoderma luridum
Hyphoderma luridum är en svampart som först beskrevs av Bourdot & Galzin, och fick sitt nu gällande namn av J. Erikss. & Hjortstam 1976. Hyphoderma luridum ingår i släktet Hyphoderma och familjen Meruliaceae.   Inga underarter finns listade i Catalogue of Life.